# Vid Flumina
Vid Flumina je rijeka tekućeg metana i etana na Saturnovom mjesecu Titanu. Rijeka je uspoređena s Nilom. Rijeka je više od 400 km duga i ulijeva se u drugo po veličini Titanovo more ugljikovodika, Ligejsko more. Površina Titana uglavnom je vodeni led, pa je Vid Flumina rijeka metana i etana koja teče i urezuje kanjone u led kao da je temeljna podloga. NASA-ini znanstvenici smatraju da vjerojatno ima brzace, vrtloge i slapove, baš kao i rijeke na Zemlji.

## Otkriće

### Raniji nalazi
2004. godine, NASA-ina sonda, Cassini stigao je u Saturnovu orbitu kako bi proučio njega i njegove mjesece. Znanstvenici iz NASA-e očekivali su pronaći neke dokaze o tekućem metanu zbog Titanove površinske temperature i atmosfere bogate metanom. Međutim, Cassinijevi rezultati koji su bili dobiveni promatranjem Titanovog ekvatoa pokazali su da nema tragova mora ili rijeka. Rano razočaranje promijenio kada je Cassini promijenio orbitu i omogućio istraživačima u NASA odskočiti radar s drugim područjima Mjeseca. Radarski signali tada su se rutinski odbijali od uglovljenih, grubih obilježja poput pješčanih dina, stijena i litica, ali kad je radar dosegnuo polarna područja Titana, redoviti signali su prestali. Te tamne mrlje koje se ne odražavaju zapravo podsjećaju na jezera, rijeke i pritoke na Zemlji.

### Otkriće
U prosincu 2012., Jani Radebaugh, znanstvenica na Cassinijevom timu, zajedno s međunarodnim timom kolega, objavila je da su otkrili tekućeg metana rijeku preko 200 milja nalik na Nil sa slike snimljene 26. rujna 2012.

## Geologija
Rijeka teče relativno ravnim tokom, što sugerira da slijedi jednu ili više rasjednih linija, slično ostalim velikim rijekama u blizini. Rijeka presijeca grubi i kosi teren, što sugerira rad procesa sličnih tektonskim kretanjima na Zemlji.
Radarske studije pokazuju da Vid Flumina i njezine pritoke teku kroz kanjone široke oko jedan km i duboke 0,57 km, s nagibima od oko 40°. U kanalima je otkriven protok metana. Utvrđeno je da je nadmorska visina glavnog kanala unutar 1 m od visine Ligejskog mora, dok pritoci imaju višu nadmorsku visinu. Smatra se da su kanjoni nastali erozijom potaknutom podizanjem područja ili padom razine Ligejskog mora.